# Beverly Baker Fleitz
Beverly Baker Fleitz (Providence, 13 marzo 1930 – Long Beach, 29 aprile 2014) è stata una tennista statunitense.

## Gli inizi
Beverly ebbe come primo coach il padre, Frank Baker, seguita dal quale esordì sui campi pubblici ad 11 anni.

## Carriera
Iniziò a giocare nel circuito principale nel secondo dopoguerra e agli U.S. National Championships 1950 giunse fino alla semifinale del singolare femminile; in questa disciplina la sua annata migliore fu il 1955, quando raggiunse la semifinale sulla terra rossa del Roland Garros e la finale a Wimbledon chiudendo la stagione al terzo posto in classifica mondiale.
Nel doppio femminile conquistò gli Internazionali di Francia 1955 in coppia con Darlene Hard (che quell'anno vinse la finale anche nel doppio misto) e raggiunse una finale a Wimbledon 1959.
Beverly Baker Fleitz lasciò il circuito di alto livello nel 1959, anno in cui aveva battuto giocatrici di spicco e prime in classifica quali Maria Bueno o celebrità inglesi come Angela Mortimer e Christine Truman nella Wightman Cup.

### Coppa Wightman
In Wightman Cup, Baker Fleitz conseguì in tutto 4 vittorie:
- nel 1949 al Merion Cricket Club, Haverford, Pa., su Jean Quertier (GBR) 6-4, 7-5;
- nel 1956 presso All England Lawn Tennis and Croquet Club di Wimbledon (doppio) in coppia con Dorothy Head Knode, su Shirley Bloomer con Pat Ward (GBR) 6-1, 6-4;
- nel 1959 ad Edgeworth Club, Sewickley, Pa., su Angela Mortimer (GBR) 6-2, 6-1;
- e nello stesso anno su Christine Truman (GBR) 6-4, 6-4.

## La tecnica di gioco
Beverly Baker era una giocatrice ambidestra con due dritti e serviva col braccio destro.
Da bambina aveva imparato a scrivere con la mano sinistra, cosicché le fu spontaneo, a 10 anni, imparare a giocare il dritto col braccio sinistro e dacché il padre, suo primo insegnante di tennis, aveva notato le difficoltà della figlia nell'esecuzione e nel tempismo del rovescio, lasciò che Beverly usasse la mano relativa alla parte del campo cui giungeva.
Il gioco a due dritti non era del tutto senza precedenti: il tennista di Coppa Davis australiano John Bromwich era un mancino che però serviva col braccio destro e da ambo i lati poteva colpire la palla a due mani o ad una.
Beverly Baker era ambidestra nel gioco da tutto campo: ella passava la racchetta dall'una all'altra mano, colpendo senza difficoltà con la destra o la sinistra, col movimento del dritto.
Tale tecnica le provvide due colpi forti e profondi a dispetto della sua corporatura minuta ma presentava altresì il grave inconveniente di non esser spendibile nel gioco a rete: tuttavia la Baker compensava col gioco da fondo campo pur di seguire la propria disposizione più naturale.
Le avversarie si trovarono spiazzate dalla novità del suo gioco legate a quella presa inusuale e all'impatto con la palla che ne conseguiva: lo sottolineò la stessa campionessa in carica di Wimbledon Margaret Osborne duPont, che la Baker avrebbe poi battuto ai quarti di finale dello stesso torneo nel 1951, fermandosi però al turno successivo.
Beverly Baker Fleitz è stata l'unica ambidestra a raggiungere la finale nella storia del torneo.

## Vita privata
Beverly Baker sposò l'attore Scotty Beckett il 28 settembre 1949 e ne divorziò nel giugno 1950: da anziana commentò tale decisione come "un errore terribile"; in seconde nozze il 6 ottobre 1951 sposò il collega tennista John Fleitz, con cui formò durevolmente una famiglia.
Fu l'unica giocatrice madre del circuito durante gli ultimi 8 anni di carriera professionistica e l'unica tennista donna di alto livello sposata con figli negli anni '50; il ginecologo della Regina, quando fu consultato per il suo malessere al torneo di Wimbledon del 1956 (cui partecipava incinta e avendo già due figlie), le disse che sarebbe stato inappropriato se avesse avuto un malore legato alla gravidanza sul Center Court: cosicché ella dovette lasciare il torneo ai quarti di finale.
Secondo i critici, stilisticamente giocò il miglior tennis della sua carriera proprio nel periodo compreso tra il suo ritorno nel giugno 1953 dopo la prima gravidanza e Wimbledon 1956, quando dovette lasciare per la seconda gravidanza. Raggiunse il proprio picco assoluto nell'edizione dello stesso torneo del 1955, in cui perse solo 21 games in 6 match e si presentò da favorita a giocare la finale contro Louise Brough, che aveva già battuto 4 volte da quando aveva ripreso a giocare, di cui una sull’erba. Fu quest'ultima ad aggiudicarsi il Venus Rosewater Dish ma dopo aver faticato ad aver ragione dell'avversaria, con un significativo 7-5 8-6, "strappandole" il servizio e giocando a rete.
In un'intervista rilasciata a Naples, Long Beach, in California dove risiedeva negli ultimi anni, emerge, secondo il giornalista del locale "Press Telegram" suo interlocutore, il suo animo gentile e insieme determinato ed equilibrato, sia sul campo: ed egli cita quali esempi le inopinate sconfitte da lei inflitte a giocatrici del calibro di Althea Gibson e Maureen Connolly o altre vittorie in tornei del Grand Slam a dispetto d'aver appena subito sconfitte in tornei ugualmente importanti nello stesso anno; sia nella sfera privata: egli ne ricorda anche le mastectomie subite e il rifiuto di sottoporsi a chemioterapia e radiazioni, serenamente spiegatogli col senso di appagamento dell'anziana tennista raggiunto riguardo alla carriera e la famiglia.